# روب هارملينغ
روب هارملينغ (بالهولندية: Rob Harmeling)‏ مواليد 4 ديسمبر 1964 في هولندا، هو دراج هولندي سابق في صنف سباق الدراجات على الطريق. سبق أن شارك في دورة الألعاب الأولمبية الصيفية.

## سجل النتائج

### سباقات أو مراحل فاز بها
- طواف فرنسا
- بطولة العالم لسباق الدراجات على الطريق

## الميداليات
| الميدالية | المسابقة                                    |
| --------- | ------------------------------------------- |
| ذهبية     | بطولة العالم لسباق الدراجات على الطريق 1986 |

## وصلات خارجية
- الموقع الرسمي

## روابط خارجية
- روب هارملينغ على موقع أرشيف الدراجات (الإنجليزية)
- روب هارملينغ على موقع إحصائيات الدراجات الإحترافية (الإنجليزية)
- روب هارملينغ على موقع CycleBase (الإنجليزية)
- روب هارملينغ على موقع أوليمبيديا (الإنجليزية)